# Klitten
Klitten, obersorbisch Klětnoⓘ, ist ein Ortsteil der sächsischen Gemeinde Boxberg/O.L. im Landkreis Görlitz. Bekannt ist das Dorf im sorbischen Siedlungsgebiet mit etwa 500 Einwohnern für seine zwei evangelischen Kirchen.
Im Klittener Kirchspiel hat sich die Klittener Tracht herausgebildet, die eine eigenständige sorbische Tracht darstellt. Inzwischen wird sie als Truhentracht nur noch zu besonderen Anlässen getragen. Im ursprünglich rein sorbischen Dorf wurde ein obersorbischer Heidedialekt gesprochen.

## Geographie
Klitten liegt im südöstlichen Teil der Gemeinde im Biosphärenreservat Oberlausitzer Heide- und Teichlandschaft und bildet mit dem westlich angrenzenden Ort Jahmen sowie dem südlich angrenzenden Ort Klein-Oelsa eine geschlossene Siedlung. Umgebende Ortschaften sind Dürrbach im Norden, Klein-Radisch im Osten, Tauer und Zimpel im Südosten sowie Kaschel im Südwesten. Größere Dörfer sind Boxberg im Norden, Reichwalde im Nordosten, Kreba im Osten, Mücka im Südosten und Uhyst im Westen.
Der Bahnhof Klitten an der Bahnstrecke Węgliniec–Roßlau liegt im benachbarten Ortsteil Jahmen. Hier verkehrt die Linie OE 64 (Hoyerswerda–Görlitz) alle zwei Stunden als Seenland-Neisse-Shuttle. Nordwestlich des Ortes liegt der Bärwalder See.
Klitten zeigt die Siedlungsform Gassengruppendorf und als Gemarkung eine Gelängeflur.

## Geschichte

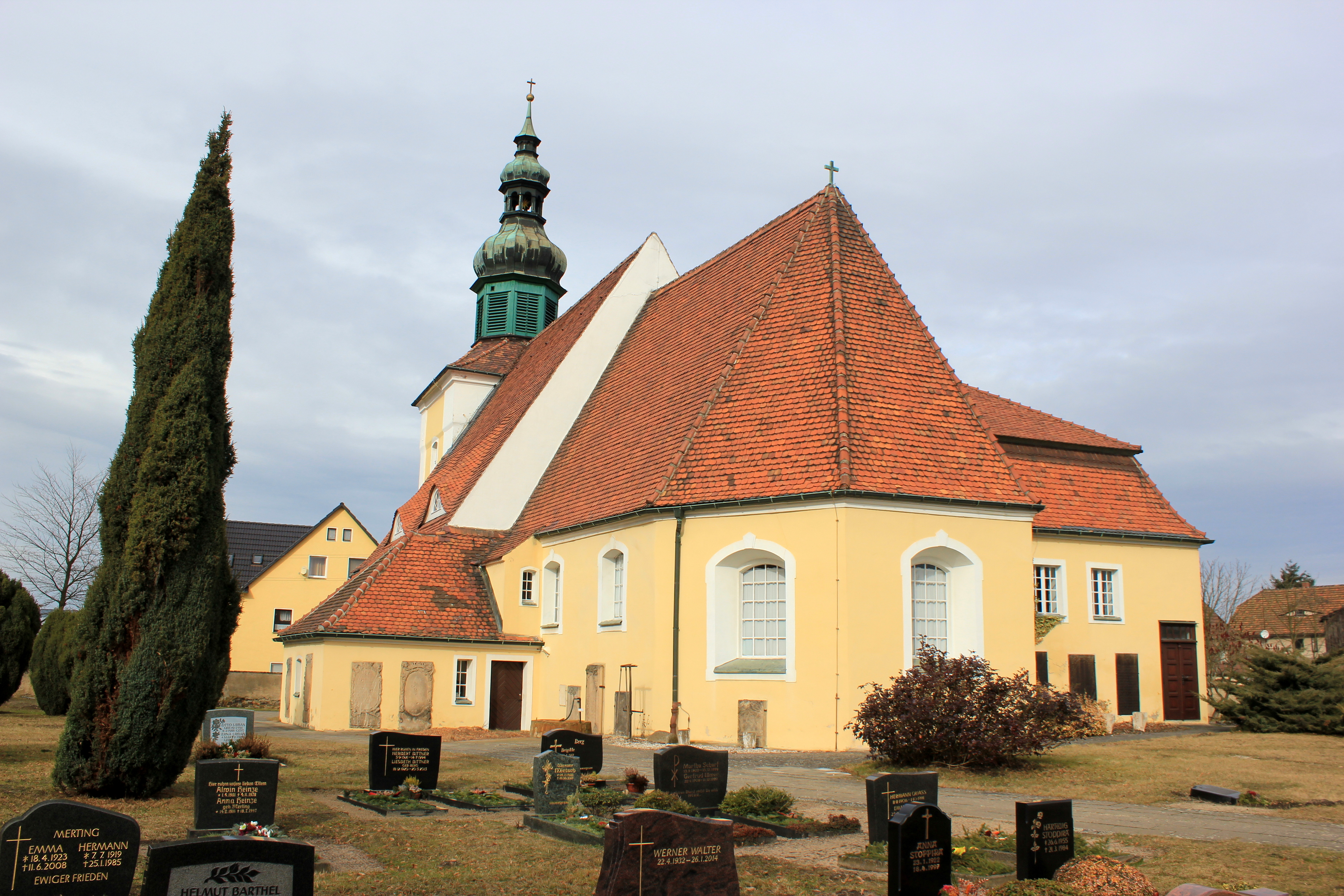
Evangelische Kirche

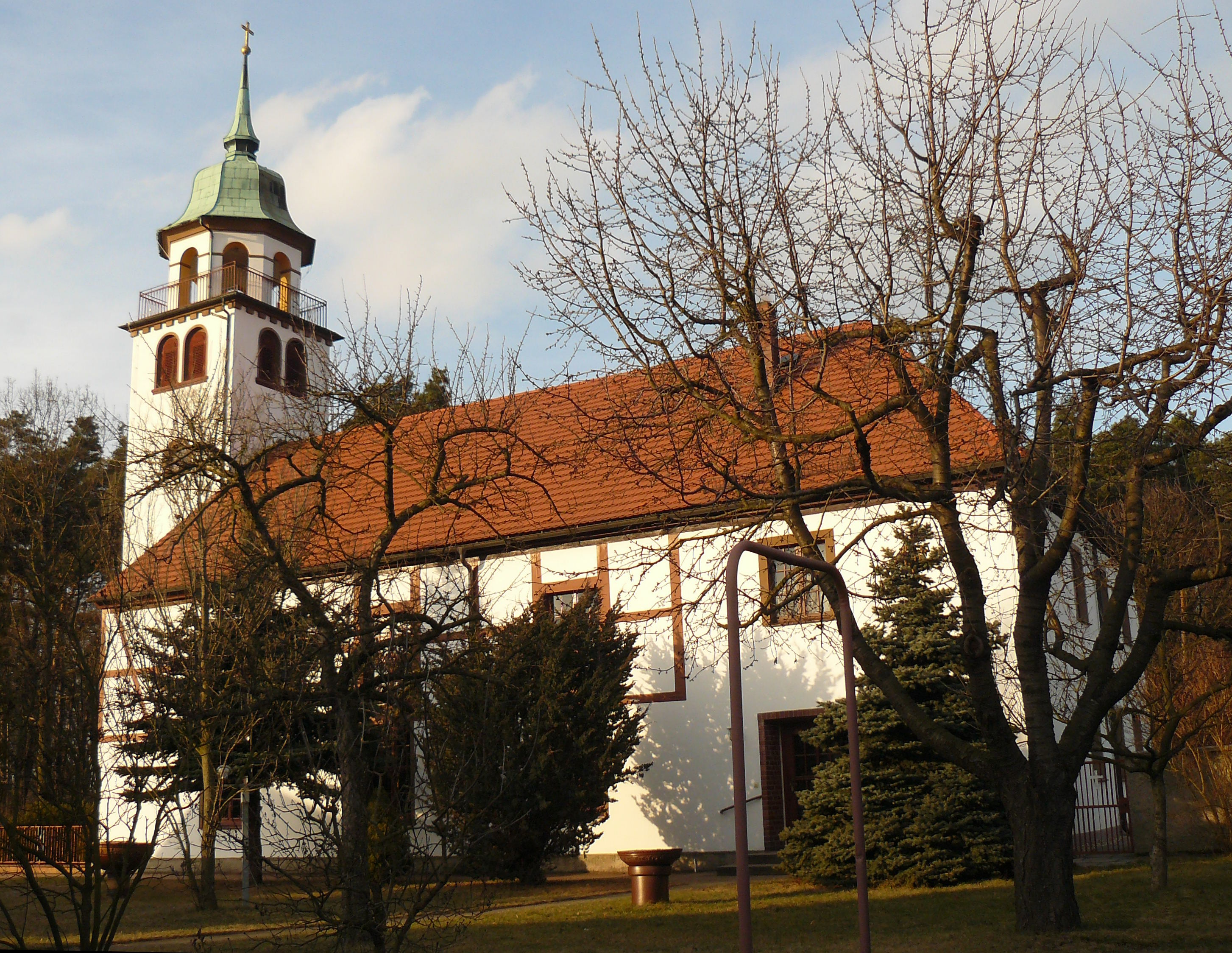
Evangelisch-Lutherische St.-Johannes-Kirche

### Ortsgeschichte
Archäologische Funde in der Gemarkung belegen eine Besiedlung in der Jungsteinzeit, der Bronze- sowie der frühen Eisenzeit. Nach der Völkerwanderung und der Ansiedlung slawischer Stämme in der Lausitz erfolgte 1390 eine erste urkundliche Erwähnung unter dem Namen Cletin im Görlitzer Stadtbuch Liber actorum (1389–1413).
Der Kirche waren ursprünglich die Kirchen von Merzdorf und Reichwalde als Filialkirchen unterstellt. Die Reformation hielt 1555 Einzug, im gleichen Jahr kam es zu baulichen Veränderungen und Erweiterungen an der Kirche. Bereits Mitte des 16. Jahrhunderts gehörte Klitten zum Rittergut Jahmen.
Während des Dreißigjährigen Krieges (1618–1648) hielten sich 1637 über längere Zeit schwedische Truppen in Klitten auf, die das Dorf plünderten und Feuer legten. Am 6. Juli 1689 sowie am 19. März 1802 zerstörten Großbrände weite Teile des Dorfes. Zum Brand 1802 findet sich im Klittener Gerichtsbuch ein Eintrag:

„1802 den 19. Mart. Nachmittags 3 Uhr entstand bei dem Ganzbauern Handrick aus Verwahrlaßung des alten Bauer Handricks Gedinge Mannes, durchs Kien Räuchern auf den Garten, am Schuppen ein Brand, wodurch die drey Gantz Bauern Handrick, Noack, Basde, die Vier Halbbauern Brade, Drusche, Pettrick, Loocke, drei Dresch Häußler-Nahrungen Voigt, Poslantz, Borbasky, ingleichen 5 Freihäußlernahrung Domaschk, Scholte, und Richter-ische frei iezo Mahns Hauß, nebst dessen Ehe Weibe, Bridde, Fr. Häußl. Lockes, ein gäntzlicher Raub der Flammen wurden.“

Nach den Befreiungskriegen, in denen das Königreich Sachsen an französischer Seite kämpfte, lag Klitten in dem Teil der Oberlausitz, der 1815 an Preußen abgetreten werden musste. Im Folgejahr wurde Klitten in der Provinz Schlesien dem neu gegründeten Landkreis Rothenburg (Ob. Laus.) zugeordnet.
Dem Pfarrer Jan Kilian schlossen sich 1854 etwa 200 sorbische Lutheraner aus Klitten, Jahmen und anderen Orten der Oberlausitz an, die nach Texas (zumeist nach Serbin) auswanderten. Dort gründeten sie mit anderen Altlutheranern die Lutherische Kirche Missouri-Synode.
Durch den Bau der Bahnstrecke Kohlfurt–Falkenberg (Elster) erhielt Klitten 1871 einen Bahnanschluss.
Die Gemeinden Jahmen, Kaschel und Klein-Oelsa (seit 1936 Oelbrück) wurden am 1. April 1938 nach Klitten eingemeindet.
Gegen Ende des Zweiten Weltkriegs kamen im April 1945 die Kampfhandlungen nach Klitten. Nach dem Oder- und Neißeübertritt der 1. Ukrainischen Front am 16. April waren die Truppen der 5. Gardearmee sowie der 2. Polnischen Armee am 19. April bei Klitten. Durch einen Vorstoß von Wehrmachtstruppen am 21. April kam es zu Kampfhandlungen, bei denen die evangelische Kirche am 29. April niederbrannte. Die Kirche der Altlutheraner erhielt zwar ebenfalls einige Treffer, wurde aber kaum beschädigt und nach dem Krieg rasch wieder aufgebaut.
Die Gemeinde vergrößerte sich 1973 um Dürrbach, Klein-Radisch und Zimpel-Tauer und war damit im Kreis Niesky die Gemeinde mit den meisten Ortsteilen.

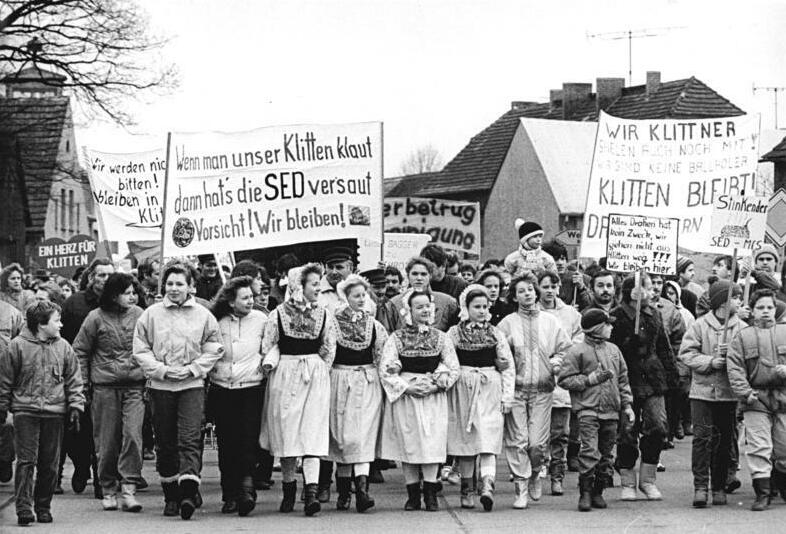
Demonstration im Januar 1990 gegen den Ortsabbruch Klittens

Für den Tagebau Bärwalde wurde 1988 die Siedlung Jasua abgebrochen, ein Großteil der Gemeinde sollte folgen. Gegen Ende der achtziger Jahre begannen die Einwohner unter Mithilfe der beiden Kirchen gegen die Devastierung des Ortes zu protestieren. Das einsetzende energiepolitische Umdenken in den frühen Nachwendejahren sowie gesteigerte Proteste der Klittener Bevölkerung resultierten 1991 in einer Stundung des Tagebaus. Die Braunkohleförderung wurde 1992 eingestellt, was auch für Klittener den Verlust des Arbeitsplatzes zur Folge hatte.
Im April 1994 wurde der Verwaltungsverband Heidedörfer mit Sitz in Klitten gegründet. Nach seiner Auflösung im Dezember 1999 trat Klitten der Verwaltungsgemeinschaft Boxberg/O.L. bei. Im Juni 2008 sprachen sich die Gemeinderäte Boxbergs und Klittens für eine Eingliederung Klittens nach Boxberg aus, die am 1. Februar 2009 vollzogen werden konnte.

### Bevölkerungsentwicklung
| Jahr | Einwohner | Einwohner |
| Jahr | Ort       | Gemeinde  |
| ---- | --------- | --------- |
| 1825 | 294       | 294       |
| 1863 | 382       | 382       |
| 1871 | 405       | 405       |
| 1885 | 433       | 433       |
| 1905 | 408       | 408       |
| 1919 | 506       | 506       |
| 1925 | 554       | 554       |
| 1939 |           | 1263      |
| 1946 |           | 1725      |
| 1950 |           | 1777      |
| 1964 |           | 1688      |
| 1971 |           | 1627      |
| 1988 |           | 1581      |
| 1990 |           | 1493      |
| 2002 |           | 1491      |
| 2008 | 526       | 1377      |

| Jahr      | Bauern (besessene Mann) | Gärtner | Häusler | insgesamt |
| --------- | ----------------------- | ------- | ------- | --------- |
| 1588      | 14                      | 3       | 6       | 23        |
| 1600      | 12                      | 4       | 3       | 19        |
| 1647 1657 | 09                      | 4       | 3       | 16        |
| 1741      | 11                      | 4       | 17      | 32        |
| 1777      | 13                      | 4       | 20      | 37        |
| 1807/13   | 08                      | 3       | 20      | 31        |

Bei der Aufteilung des Güterkomplexes des Hieronymus von Nostitz auf Guttau auf seine fünf Söhne werden in der Teilungsurkunde 1588 für Klitten zwei Lehnbauern, fünf Ganz- und sieben Halbbauern, insgesamt 14 besessene Mann, sowie drei Gartennahrungsbesitzer und sechs Häusler genannt. In den folgenden Jahren fiel die Zahl der Wirte von 23 auf 19 (1600). Ein weiterer Bevölkerungsrückgang ist durch die Ereignisse des Dreißigjährigen Krieges spürbar, bei der Landeserhebung von 1647 wurden nur noch fünf Ganz- und vier Halbbauern, vier Gärtner und drei Häusler genannt.
Innerhalb eines knappen Jahrhunderts konnte sich das Dorf erholen und weiter wachsen, jedoch auf Kosten der Sozialstruktur. So wurden im Urbarium der Herrschaft Jahmen 1741 zwar wieder sieben Halbbauern genannt, dafür waren nur noch vier Ganzbauern verzeichnet, und wie schon 1647 werden keine Lehnmänner aufgeführt (insgesamt elf besessene Mann). Die Zahl der Gärtner ist unverändert, die der Häusler auf 17 angestiegen. Die Anzahl der Wirtschaften hatte sich von 1647 bis 1741 von 16 auf 32 verdoppelt. Bei der Landesexamination im Jahr 1777 wurden zwei zusätzliche Bauern- sowie drei weitere Häuslerstellen genannt. Bis in die Zeit der Befreiungskriege sank die Zahl der Bauern um sechs sowie der Gärtner auf drei, was zum Teil auf den Brand von 1802 zurückzuführen ist.
Bei der ersten Bevölkerungserhebung, bei der nicht die steuerpflichtigen Wirtschaften gezählt wurden, sondern jeder Einwohner als gleichwertig von Interesse war, wurden in Klitten 294 Einwohner im Jahr 1825 gezählt. Innerhalb der nächsten 100 Jahre verdoppelte sich die Einwohnerzahl nahezu und erreichte 1925 einen Stand von 554.
Durch die Eingemeindung von Jahmen, Kaschel und Klein-Oelsa stieg die Einwohnerzahl der vier Orte von 1176 im Dezember 1885 auf 1263 im Mai 1939. Nach dem Zweiten Weltkrieg stieg die Einwohnerzahl durch Flüchtlinge und Vertriebene aus den ehemals deutschen Ostgebieten weiter an, so dass die Einwohnerzahl 1950 rund 40 % über dem Stand von 1939 lag. Innerhalb der nächsten 20 Jahre fiel die Zahl von 1777 auf 1627 Einwohner ab, und trotz der Eingemeindung von Dürrbach, Klein-Radisch und Zimpel-Tauer lag die Zahl 1990 bereits unter 1500. Bis 2008 reduzierte sich die Einwohnerzahl in der Gemeinde um etwa 120 auf 1377.
Noch im 19. Jahrhundert war die Bevölkerung überwiegend sorbisch. Im Jahr 1863 waren laut amtlichen Zahlen 269 der 382 Einwohner Sorben, um 1880 ermittelte Muka 353 Sorben unter 440 Einwohnern. Dies entspricht einem sorbischen Bevölkerungsanteil von 70,4 % (1863) beziehungsweise 80,2 % (1884). Der Sprachwechsel zum Deutschen erfolgte überwiegend in der ersten Hälfte des 20. Jahrhunderts. So ermittelte Ernst Tschernik 1956 in der Gemeinde Klitten einen sorbischsprachigen Bevölkerungsanteil von nur noch 15,7 %. Heute ist die Sprache aus dem Ortsalltag weitgehend verschwunden.

### Ortsname
Der Ortsname entwickelte sich von Cleten (1396, 1421) über Kletin (1399) und Clethen (1511) zum heute gängigen Namen Klitten (1703). Der sorbische Name ist 1767 in Christian Knauthes Derer Oberlausitzer Sorbenwenden umständliche Kirchengeschichte als Kljetno nachgewiesen. Die Form mit -je- wird noch 1835 verwendet, während sich 1885 bereits der Wandel zu -ě- in der heute gültigen Schreibweise Klětno vollzogen hat.
Jan Meschgang leitete den Namen vom altsorbischen klět als eine Siedlung aus Holzhütten ab, hielt aber auch klětka für ein Vogelbauerdorf mit Fangkäfigen für Vögel als Namensursprung für möglich. Ernst Eichler führte übereinstimmend das altsorbische Wort Klět´no zu klět´ ‘Vorratskammer, Lehmhütte’ an und erwähnte vergleichend klětka ‘Käfig für Vögel, für wilde Tiere’.

## Gedenkstätten
Grabstätten und ein Gedenkstein auf dem Friedhof von Klitten erinnern an sieben unbekannte KZ-Häftlinge, die im Frühjahr 1945 ermordet wurden.

## Persönlichkeiten
- Walter Bodenthal (1892–1988), Maler und Grafiker; geboren in Klitten
- Heinz Roy (Hinc Roj; 1927–2019), Komponist; wohnte in Klitten, dort auch Schuldirektor und Bürgermeister
- Reinhard Roy (* 1948), Maler und Bildhauer; geboren in Klitten
- Hartmut Ulbricht (* 1950), Politiker (CDU), MdL, Staatssekretär; geboren in Klitten